# 朝美核框架协议
朝美核框架协议（DPRK-U.S. Nuclear Agreed Framework）是美國和朝鮮民主主義人民共和國就第一次朝核危机問題討論的協議，1994年10月21日，朝鲜和美国在日内瓦签署本框架性协议。

## 內容概述
- 华盛顿和平壤同意建立由美国领导的国际组织，为朝鲜建设两座1000 MW轻水反应堆，以取代朝鲜的石墨核反应堆，为朝鲜提供電力能源。
- 在轻水反应堆建设期间，为了缓解朝方的能源危机，美国同意每年向朝鲜提供50万吨重油。
- 朝鲜同意冻结并最终拆除其石墨反应堆以及其他相关的核设施。
- 美国和朝鲜同意在各自的首都为对方设立联络办公室，并最终把双边关系升级为大使级外交关系。
- 美国向朝鲜做出正式保证，不对朝鲜使用核武器。
- 朝鲜承诺将采取措施，实现朝鲜半岛的无核化。[1]
- 朝鲜表示它将不退出《核不扩散条约》。

## 破滅
美國總統小布希上台後2002年初把朝鲜列为“邪恶轴心”并将朝鲜列为核打击对象之一。
2002年10月美国总统特使凯利访问平壤，美国突然宣布朝鲜已承认其推进浓缩铀计划，朝核问题再次成为关注焦点。然而當時朝鲜从未正式承认浓缩铀开发计划的存在，2002年11月14日，美国决定停止向朝鲜提供重油，并从12月份开始实施。朝鲜指责美国违反了《朝美核框架协议》。12月12日朝鲜宣布解除核框架协议签订后对核计划的冻结，立即重新启动和建设电力生产所需的核设施並拆除联合国在其一个核反应堆上装设的监察仪器。
2002年12月26日朝鲜政府致信国际原子能机构，正式驱逐该组织2名核查人员。国际原子能维也纳总部举行的特别理事会议上通过了一项决议，称如果朝鲜继续拒绝改变做法，原子能机构将把此事交由聯合國安理会处理，对朝鲜实施惩罚性制裁。
2006年10月9日，朝鲜政府发表公告称成功进行核试验。美国地质调查局与日本地震监测机构都监测到朝鲜境内估计震级里氏4.3级的地震，从而确认了朝方的公告。2007年1月6日，朝鲜政府进一步证实拥有核武器。2009年5月25日，朝鲜进行了另一次核试验产生了里氏4.7级的地震
2013年2月11日，美国地质调查局监测到里氏5.1级地震波，据信为第三次地下核试验，估计朝鲜目前共拥有六枚核武器，但是其军用目的的铀浓缩计划可以将核武器数量在2015年以前增加至15枚。